# Valverde (Mogadouro)
Valverde is een plaats (freguesia) in de Portugese gemeente Mogadouro en telt 196 inwoners (2001).